# Pojoksari (Rowosari)
Pojoksari is een bestuurslaag in het regentschap Kendal van de provincie Midden-Java, Indonesië. Pojoksari telt 1327 inwoners (volkstelling 2010).